# 雷腳龍屬
雷腳龍屬又名壯腿龍或雷腿龍，是蜥腳下目恐龍的一屬，生存於白堊紀早期（阿普第階至阿爾比階）的北美洲，約1億1000萬年前。雷腳龍是種原始多孔椎龙类，但其化石材料不完整，因此難以確定其詳細分類位置。雷腳龍的最著名處是骨盆形狀特殊，被推測生前具有非常粗壯的大腿肌肉，是已知蜥腳類恐龍的最粗壯大腿。

## 發現與命名

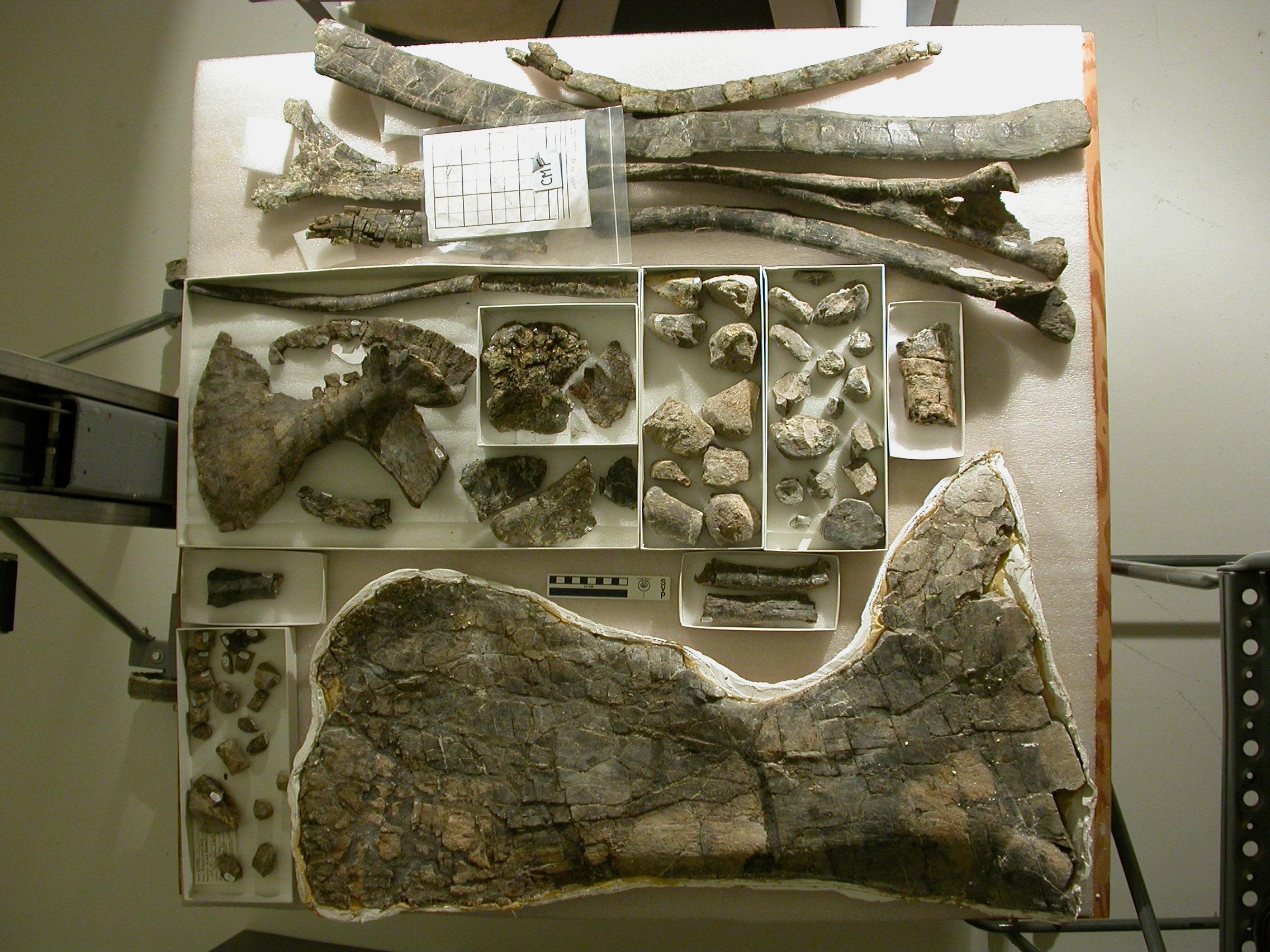
雷腳龍的化石，分別屬於成年個體、未成年個體

在1994年到1995年，美國奧克拉荷馬州自然史博物館（又名山姆諾貝爾博物館）組成一個化石挖掘團隊，前往猶他州挖掘化石。他們在猶他州東部格蘭德縣的 Hotel Mesa 採石場發現兩個蜥腳類化石，該挖掘地點屬於雪松山組（Cedar Mountain Formation）地層的 Ruby Ranch 段。這個採石場非常著名，過去曾有許多職業、業餘化石挖掘者在這裡進行挖掘，某些化石具有學術上的重要價值。曝露於地面的殘餘化石多經過粗劣挖掘方法而破壞，某些化石已經斷裂，或是需要塑膠防水布固定。由於該挖掘地點經過許多人進行粗劣挖掘，研究團隊無法將這個蜥腳類化石進行完整的重建。
在2011年，奧克拉荷馬州自然史博物館與衛生科學西部大學、倫敦大學學院的數名古生物學家將化石進行敘述、命名，模式種是麥氏雷腳龍（B. mcintoshi）。屬名由希臘文的 bronte 與 merós，全意為「具有雷聲的腿部」；種名則是以北美洲蜥腳類專家 John Stanton McIntosh 為名。

## 體徵

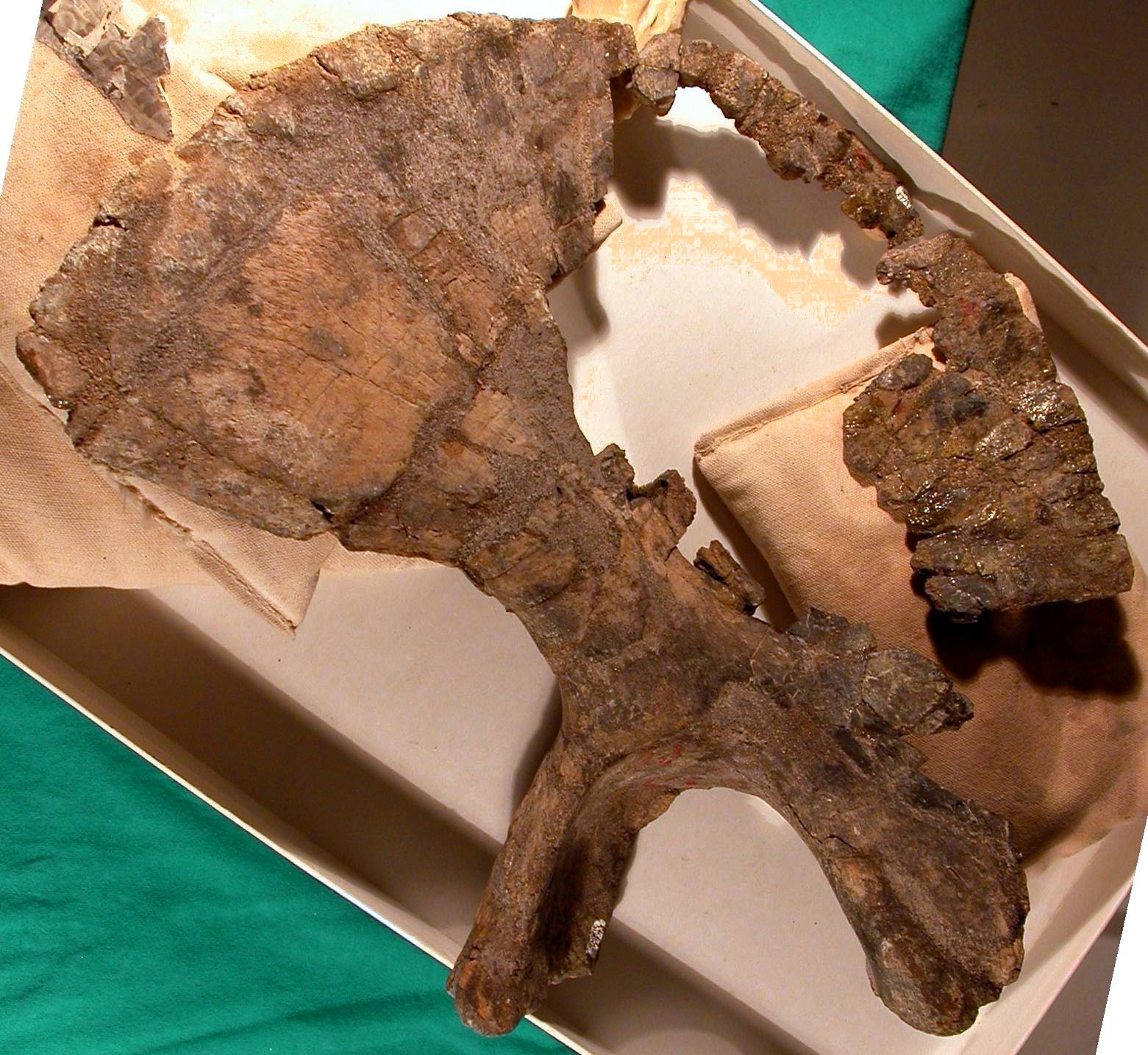
雷腳龍的獨特腸骨，生前可能連接大部腿部肌肉

雷腳龍目前已被發現兩個破碎的化石，分別是成年個體、未成年個體。研究人員推測，成年個體是未成年個體的母親。正模標本（編號OMNH 66430）是一個左腸骨，來自於較小的未成年個體。其他零碎化石包含：一個被壓碎的前段薦椎的椎體、一個右背部肋骨、一個大型肩胛骨、以及兩個部分胸骨。根據研究人員的估計，成年個體的身長約14公尺，體重估計值約6公噸；幼年個體的身長大約是成年個體的三分之一，身長估計約為4.5公尺，體重估計值約200公斤。
研究人員列出雷腳龍的許多獨特自衍徵。其中最著名的特徵是其骨盆，形狀特殊、粗壯，生前可能有大型腿部肌肉附著。研究人員推論，雷腳龍的腿部肌肉可能是已知蜥腳類恐龍之中最粗壯的。此外，其腸骨上下高，腸骨前段大於腸骨後段。
根據命名研究裡的大概種系發生學分析，雷腳龍是巨龍形類Somphospondyli演化支的原始物種，近親包含盤足龍、泰坦巨龍類。

## 古生物學

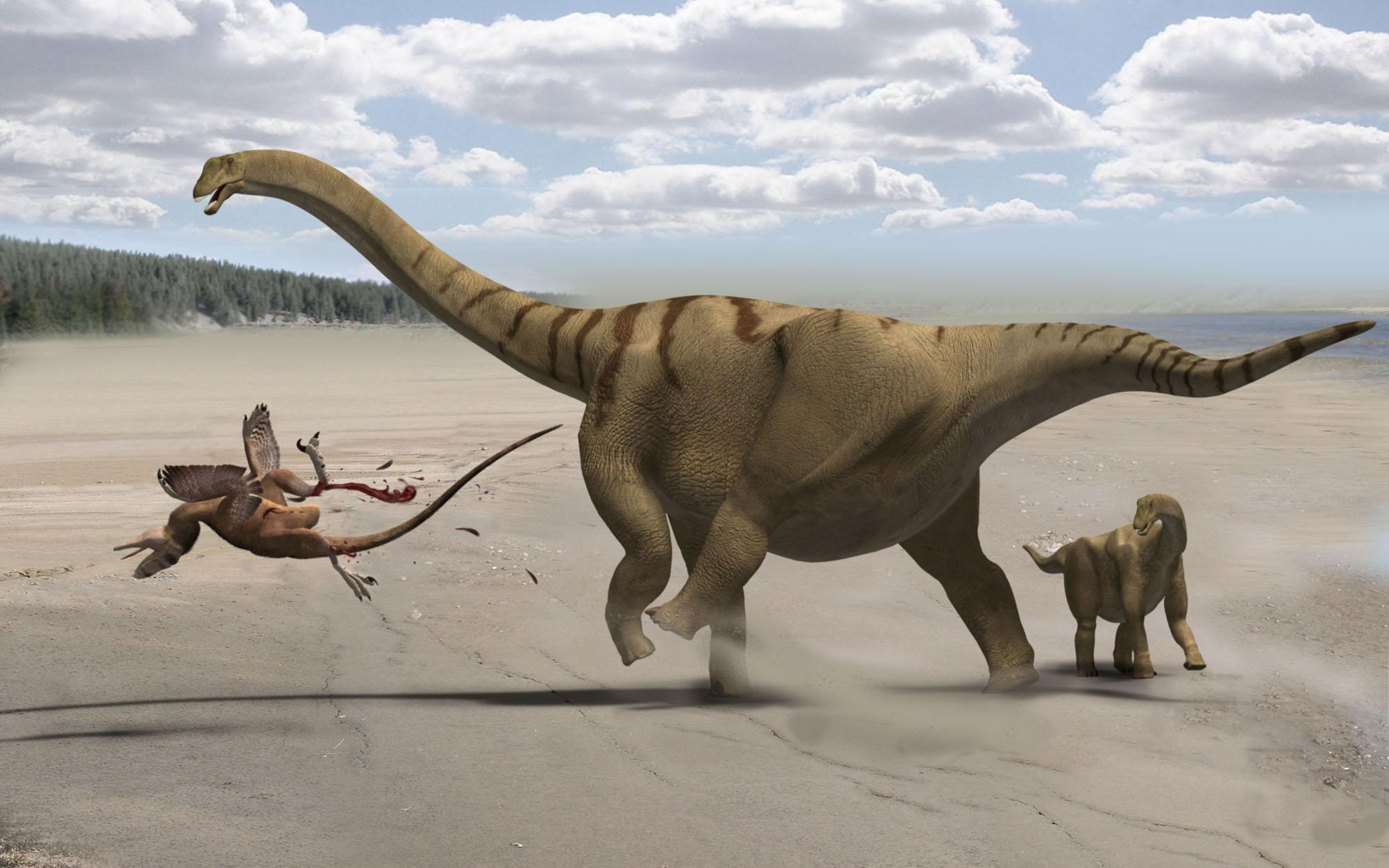
成年雷腳龍為了保護未成年個體，以腿部踢飛一隻猶他盜龍

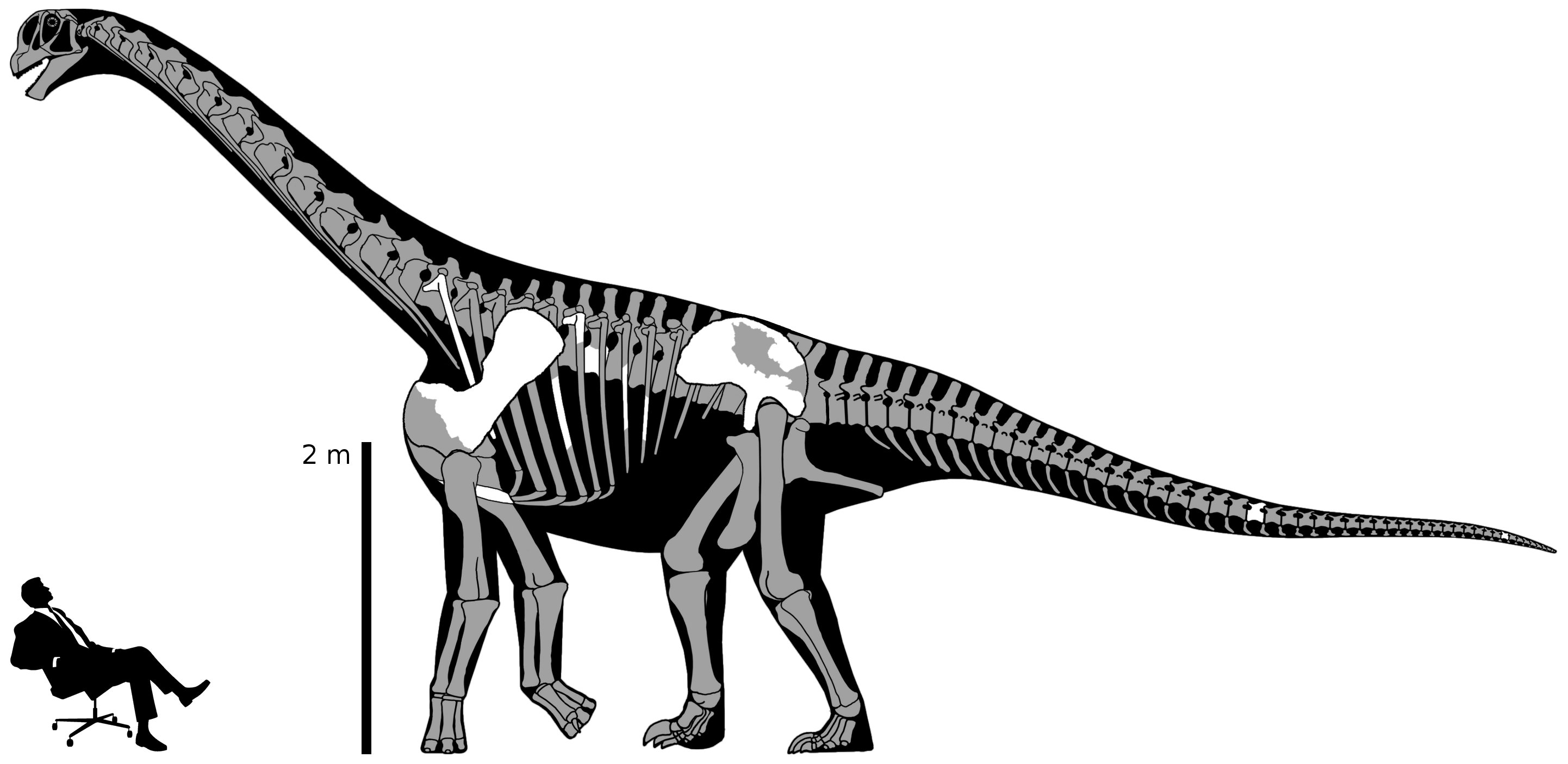
雷腳龍和人類的體型比較

研究人員之一的麥克·泰勒（Michael P. Taylor）博士，推論雷腳龍的強壯腿部肌肉是作出強力踢擊，而非快速移動。麥克·泰勒指出，如果強壯腿部肌肉的用途是快速移動，其肌肉應該集中於腿部後側，以有助於腿部的伸縮運動，但根據雷腳龍的腸骨骨頭形狀，顯示其腿部肌肉應該側重於大型施力。目前還沒有發現雷腳龍的腿部骨頭，但根據其腸骨的肌肉附著處形狀，雷腳龍應該有大型大腿前引肌肉，可使大腿前引時作出巨大力量、快速動作。另一方面，腸骨可供大腿後縮肌肉的附著處小；研究人員也指出，這並不代表與腿部後縮肌肉小，因為尾巴肌部的腿部後縮肌肉附著處較多，連接至腸骨的連接處較少。研究人員推測，雷腳龍可能會在求偶時互相踢擊，或是用腿部擊退掠食動物，例如當地的猶他盜龍、恐爪龍。
加州衛生科學西部大學的 Mathew J. Wedel 助理教授，則提出蜥腳類恐龍普遍生存於高地、乾燥地區，雷腳龍的大型腿部肌肉，可能是用來在高低不平的崎嶇地形前進、移動，他將雷腳龍的大型腿部肌肉比喻為四輪越野車。
根據腸骨的形狀，其腸骨可能連接者外展肌。腿部的外展肌可使腿部作出往身體兩側擺動的動作；當動物以二足方式站立時，雙腿的外展肌可具有平衡身體的功能。因此大型腿部肌肉也有可能是用來控制長腿部的動作。雷腳龍肩胛骨的前部有明顯突出部，顯示牠們的前肢可能也能強壯肌肉。如果上述理論是正確的，雷腳龍的身體形態可能類似現代的長頸鹿。目前還沒有發現雷腳龍的腿部骨頭，需要發現其他骨盆、股骨、尾椎部位的化石，才能證實上述理論是否正確。